# Monika Kobylińska
Monika Kobylińska (ur. 9 kwietnia 1995 w Żarach) – polska piłkarka ręczna, prawa rozgrywająca, reprezentantka kraju, od 2019 zawodniczka francuskiego Brest Bretagne Handball.

## Kariera sportowa
Wychowanka Sokoła Żary, następnie uczennica i zawodniczka szkół mistrzostwa sportowego w Gliwicach i Płocku (absolwentka z 2014). W latach 2014–2017 grała w GTPR Gdynia, z którym zdobyła mistrzostwo Polski (2017) i dwa Puchary Polski (2015 i 2016). Grając w drużynie z Gdyni, należała do czołowych strzelczyń Superligi. W sezonie 2015/2016, w którym rzuciła 207 bramek w 33 meczach, została królową strzelczyń najwyższej klasy rozgrywkowej, zaś w sezonie 2016/2017, w którym zdobyła 193 bramki w 29 spotkaniach, zajęła 2. miejsce w klasyfikacji najlepszych strzelczyń Superligi. W 2017 przeszła do niemieckiego TuS Metzingen.
W 2012 uczestniczyła w otwartych mistrzostwach Europy U-18 w Szwecji (7. miejsce). Występowała też w młodzieżowej reprezentacji Polski.
W reprezentacji Polski seniorek zadebiutowała 30 maja 2015 w towarzyskim spotkaniu z Islandią (25:18), w którym zdobyła jedną bramkę. W 2015 uczestniczyła w mistrzostwach świata w Danii, w których Polska zajęła 4. miejsce, a ona zdobyła 32 bramki w dziewięciu meczach. Została ponadto wybrana najlepszą młodą prawą rozgrywającą turnieju. W 2016 uczestniczyła w mistrzostwach Europy w Szwecji, w których rzuciła trzy bramki w trzech spotkaniach. W 2017 wzięła udział w mistrzostwach świata w Niemczech, podczas których zdobyła 11 goli w siedmiu meczach. Reprezentowała Polskę na mistrzostwach Europy w 2018, mistrzostwach świata w 2021 i mistrzostwach Europy w 2022.

## Sukcesy
GTPR Gdynia
- Mistrzostwo Polski:
  -  2016/2017
- Puchar Polski:
  -  2014/2015
  -  2015/2016

Brest Bretagne Handball
- Mistrzostwa Francji (Division 1 / Ligue Butagaz Énergie):
  -  2020/2021
  -  2021/2022
- Puchar Ligi Francuskiej (Coupe de France):
  -  2020/2021
- Liga Mistrzyń (EHF Champions League):
  -  2020/2021

Reprezentacja Polski
- 4. miejsce w mistrzostwach świata: 2015

Indywidualne
- Królowa strzelczyń Superligi: 2015/2016 (207 bramek; GTPR Gdynia)[2]
- 2. miejsce w klasyfikacji najlepszych strzelczyń Superligi: 2016/2017 (193 bramki; GTPR Gdynia)[3]
- Najlepsza prawa rozgrywająca Superligi według Sportowych Faktów[13] i Polsatu Sport[14]: 2015/2016
- Najlepsza prawa rozgrywająca Superligi według „Przeglądu Sportowego”: 2016/2017[15]
- Najlepsza młoda prawa rozgrywająca  mistrzostw świata w Niemczech (2015)[7]

## Statystyki w Superlidze
| Klub        | Sezon     | Liga      | Liga | Liga | Liga |
| Klub        | Sezon     | Liga      | M    | B    | Śr.  |
| ----------- | --------- | --------- | ---- | ---- | ---- |
| GTPR Gdynia | 2014/2015 | Superliga | 28   | 117  | 4,2  |
| GTPR Gdynia | 2015/2016 | Superliga | 33   | 207  | 6,3  |
| GTPR Gdynia | 2016/2017 | Superliga | 29   | 193  | 6,7  |
| GTPR Gdynia | Razem     | Razem     | 90   | 517  | 5,7  |